# Бурков Олександр Леонідович
Бурков Олександр Леонідович (нар. 23 квітня 1967, Кушва, Свердловська область, РРФСР, СРСР) — російський політик. Губернатор Омської області з 14 вересня 2018 року по 29 березня 2023 року (тимчасово виконуючий обов'язки губернатора Омської області з 9 жовтня 2017 року по 14 вересня 2018 року). Член Президії Центральної ради партії «Справедлива Росія».
Депутат Державної думи V, VI та VII скликань (2007—2017), до 2017 року — голова Свердловського регіонального відділення Політичної партії «Справедлива Росія», член та перший заступник голови фракції «Справедлива Росія».